# کارلوس سانچز مورنو
کارلوس آلبرتو سانچز مورنو (اسپانیایی: Carlos Alberto Sánchez Moreno‎؛ زاده ۶ فوریهٔ ۱۹۸۶) بازیکن فوتبال اهل کلمبیا است.

## تیم ملی
وی همچنین در تیم ملی فوتبال کلمبیا بازی کرده‌است.